# Never Gonna Be Alone
Never Gonna Be Alone – ballada rockowa kanadyjskiego zespołu Nickelback, wydana jako szósty singel promujący płytę Dark Horse z 2008 roku. Singel został wydany jedynie w Stanach Zjednoczonych oraz w Brazylii. Ukazał się w rozgłośniach radiowych 29 września 2009 roku. Utwór trwa 3 minuty i 47 sekund, i jest szóstym utworem co do najdłuższych na płycie. Autorem tekstu, jest wokalista grupy Chad Kroeger, muzykę skomponował wspólnie cały zespół, wraz z producentem płyty, Robertem Langiem. „Never Gonna Be Alone” jest jednym z pięciu utworów, w którym swój udział kompozytorski ma Lange. Utwór został zamieszczony na 7 pozycji na krążku.

## Znaczenie tekstu
Tekst utworu zawiera w sobie elementy miłosne. Ze względu na tematykę tekstową, oraz brzmienie, utwór jest także zaliczany do poprzednich ballad zespołu „Far Away”, „If Everyone Cared” czy „I’d Come for You”. Utwór „Never Gonna Be Alone”, jest utrzymany w lekkim soft rockowym brzmieniu, gdzie w zdecydowanej przewadze słychać jest gitary akustyczne. jest jedną z 3 ballad zawartych na albumie „Dark Horse”.

## Pozycje na listach
Utwór zadebiutował na 68 pozycji na liście Billboard Hot 100 na pięć tygodni przed tym jak został wybrany na singel. Utwór dotarł także do 54 pozycji na liście Canadian Hot 100. Podobnie było z innym utworem z płyty, „Shakin’ Hands”. Utwór zadebiutował w rozgłośniach radiowych w grudniu 2008 roku, kiedy to został zaprezentowany w radiu CJFM-FM (Mix 96, Virgin Radio), oraz m.in. w CKRV-FM. Poza tym piosenka zadebiutowała także na liście w Niemczech Dutch Top 40 na 37 pozycji. Utwór dostał się także na amerykańskie listy Billboard Pop Songs gdzie utwór zadebiutował na 31 pozycji, oraz na Hot Adult Top 40 Tracks, gdzie dotarł do pozycji 12.
Utwór został wykorzystany na ścieżce dźwiękowej do brazylijskiej telenoweli „Caminho das Índias”. Telenowela jest także transmitowana w Portugalii. Na ścieżce dźwiękowej, utwór znalazł się obok takich wykonawców jak m.in. Kings of Leon. Piosenka została także użyta w WWE Tribute to the Troops, gdzie podkreślała wizytę zapaśnika Johna Ceny w Iraku, po raz pierwszy od sześciu lat.
Premiera koncertowa utworu nastąpiła 3 kwietnia 2010 roku, podczas koncertu w Atlantic City w Stanach Zjednoczonych. Utwór został zagrany tylko raz podczas trasy „Dark Horse Tour”.

## Teledysk
Do utworu został nakręcony również teledysk. Reżyserem video został Nigel Dick, który wyreżyserował już 4 teledyski z płyty „Dark Horse”. Premiera odbyła się 11 listopada 2009 roku na portalu YouTube. Teledysk opowiada historię pewnej młodej kobiety która straciła swojego ojca.

## Lista utworów na singlu
Single CD:
| Nr. |  | Tytuł                  | Tekst        | Muzyka                | Długość |
| --- |  | ---------------------- | ------------ | --------------------- | ------- |
| 1.  |  | „Never Gonna Be Alone” | Chad Kroeger | Nickelback / R. Lange | 3:47    |
|     |  |                        |              |                       |         |

## Twórcy
Nickelback
- Chad Kroeger – śpiew, gitara rytmiczna, produkcja
- Ryan Peake – gitara prowadząca, wokal wspierający
- Mike Kroeger – gitara basowa
- Daniel Adair – perkusja, wokal wspierający

Produkcja
- Nagrywany: marzec – sierpień 2008 roku w „Mountain View Studios” (Abbotsford) Vancouver, Kolumbia Brytyjska
- Produkcja: Robert Lange, Chad Kroeger, Joe Moi
- Miks utworu: Joe Moi w „The Warehouse Studio” w Vancouver
- Inżynier dźwięku: Robert Lange oraz Joe Moi
- Asystent inżyniera dźwięku: Zach Blackstone
- Mastering: Ted Jensen w „Sterling Sound”
- Operator w studiu: Bradley Kind
- Obróbka cyfrowa: Olle Romo oraz Scott Cooke
- Zdjęcia: Chapman Baehler
- Projekt i wykonanie okładki: Jeff Chenault & Eleven 07
- A&R: Ron Burman

Pozostali
- Szef studia: Jason Perry
- Management: Bryan Coleman z Union Entertainment Group
- Pomysł okładki: Nickelback
- Aranżacja: Chad Kroeger, Ryan Peake, Mike Kroeger, Daniel Adair, Robert Lange
- Tekst piosenki: Chad Kroeger
- Wytwórnia: Roadrunner Records

## Notowania
| Lista (2009–2010)                                | Najwyższa pozycja |
| ------------------------------------------------ | ----------------- |
| Australian Singles Chart                         | 64                |
| Canadian Hot 100                                 | 25                |
| Dutch Top 40                                     | 37                |
| Portuguese Singles Chart                         | 46                |
| Japan Hot 100                                    | 97                |
| U.S. Billboard Hot 100                           | 58                |
| U.S. Billboard Hot Adult Contemporary Recurrents | 19                |
| U.S.Billboard Mainstream Top 40                  | 28                |
| U.S.Billboard Hot Adult Top 40 Tracks            | 5                 |